# اورنس، سون اوگ فوردان
اورنس (به لاتین: Ornes) یک روستا در نروژ است که در سون او فیوردانه واقع شده‌است.

## خصوصیات
اورنس ۲۸ متر بالاتر از سطح دریا واقع شده‌است.